# Coney Island Mermaid Parade
Die Coney Island Mermaid Parade (deutsch: „Coney-Island-Meerjungfrauen-Parade“) findet jedes Jahr in Coney Island, Brooklyn, New York statt. Sie ist der größte Kunst-Umzug in den Vereinigten Staaten. Die Parade wird jährlich am Sommeranfang veranstaltet und gilt als Willkommensfest des Sommers. Veranstaltet wird die Parade von der gemeinnützigen Kunstorganisation Coney Island USA. Die 40. Parade wird am Samstag, den 18. Juni 2022 stattfinden.

## Die Parade
Die Parade zelebriert den Start des Sommers und findet traditionell am Samstag vor der Sommersonnenwende am 21. Juni statt, egal wie das Wetter an diesem Tag ist. Die Absicht der Parade ist die Förderung von Selbstdarstellung, Werbung für den Stadtteil Coney Island und New Yorker Künstlern eine Plattform für ihre Projekte zu geben. Die Parade verfolgt weder ethnische noch religiöse oder kommerzielle Ziele.
Die Veranstaltung ist außerdem eine Hommage an die Mardi-Gras-Paraden in Coney Island Anfang des 20. Jahrhunderts. In dieser Zeit war Coney Island die beliebteste Destination für Freizeitpark-Liebhaber. Wie auch die jährliche Halloween-Parade in New York folgt auch diese Parade dem künstlerischen Geist von Mardi Gras, ähnlich dem Karneval.
Die Parade zieht in der Regel ca. 3000 Teilnehmer und hunderttausende Besucher aus allen 5 Bezirken von New York an. Coney Island wird von vielen der Besucher der Parade zu dieser Zeit ebenfalls besucht, um ein bisschen Abkühlung in den heißen Sommermonaten New Yorks zu bekommen. Die Mermaid Parade gilt als die größte Kunst-Parade in den Vereinigten Staaten.

### Geschichte
Die erste Parade fand in 1983 statt, konzeptioniert und organisiert von Dick Zigun, der oft als inoffizieller Bürgermeister von Coney Island bezeichnet wird. Er ist ebenfalls der Gründer der gemeinnützigen Organisation Coney Island USA.
Die Parade am 22. Juni 2013 wurde fast abgesagt, da Mittel für die Parade für den Wiederaufbau nach Hurricane Sandy gebraucht wurden. Eine erfolgreiche Spendenaktion auf der Crowdfunding-Plattform Kickstarter, welche über 117.000 US$ einbrachte, garantierte aber doch noch die Durchführung der Parade.

### Motto
Die Parade ist bekannt für maritime, teilweise freizügige Kostüme, aber auch als sehr familienfreundliche Veranstaltung. Der Zug enthält verschiedenste Arten von Fahrzeugen und Wagen, verschiedenste Gruppen, individuelle Künstler. Vor allem maritime Verkleidungen und Kunstprojekte dominieren das Bild der Parade.
Jedes Jahr gibt es einen König Neptun und eine Meerjungfrau-Königin, ähnlich dem Prinzenpaar beim Karneval.
| Veranstaltung | Jahr | König Neptun                   | Meerjungfrau-Königin    |
| ------------- | ---- | ------------------------------ | ----------------------- |
| 1             | 1983 | Al Mottola                     | Alison Gordy            |
| 2             | 1984 | Joe Franklin                   | Jeanne Becker           |
| 3             | 1985 | Dan Lurie                      | Sandra Frankel          |
| 4             | 1986 | John Bradshaw                  | Noni                    |
| 5             | 1987 | Henry Stern                    | Barbara Walz            |
| 6             | 1988 | Michael Wilson                 | Phoebe Legere           |
| 7             | 1989 | David Smalls                   | Elana Iguana            |
| 8             | 1990 | Mr. Fashion                    | Wendy Wild              |
| 9             | 1991 | El Vez                         | Lynda Barry             |
| 10            | 1992 | Richard Eagan                  | Daisy Eagan             |
| 11            | 1993 | -                              | Karen Duffy             |
| 12            | 1994 | Jose Gutierrez                 | Rosemary Di Pietra      |
| 13            | 1995 | Spyro Poulos                   | Shut-Up Shelly          |
| 14            | 1996 | Fred Kahl                      | Kiva Kahl               |
| 15            | 1997 | Ron Kuby                       | Jennifer Miller         |
| 16            | 1998 | David Byrne                    | The World Famous *BOB*  |
| 17            | 1999 | Curtis Sliwa                   | Queen Latifah           |
| 18            | 2000 | Rabbi Abraham Abraham          | Katya Kahl              |
| 19            | 2001 | Héctor Camacho Jr.             | Kembra Pfahler          |
| 20            | 2002 | Marty Markowitz                | Toni Senecal            |
| 21            | 2003 | Bill Evans                     | Kate Duyn               |
| 22            | 2004 | Moby                           | Theo Kogan              |
| 23            | 2005 | David Johansen                 | Karmen Guy              |
| 24            | 2006 | Abel Ferrara                   | Bambi the Mermaid       |
| 25            | 2007 | Adam Savage                    | Patti D’Arbanville      |
| 26            | 2008 | Reverend Billy Talen           | Savitri Durkee          |
| 27            | 2009 | Harvey Keitel                  | Daphna Kastner          |
| 28            | 2010 | Lou Reed                       | Laurie Anderson         |
| 29            | 2011 | Adam Richman                   | Cat Greenleaf           |
| 30            | 2012 | Jackie "The Joke Man" Martling | Annabella Sciorra       |
| 31            | 2013 | Judah Friedlander              | Carole Radziwill        |
| 32            | 2014 | Dante de Blasio                | Chiara de Blasio        |
| 33            | 2015 | Mat Fraser                     | Julie Atlas Muz         |
| 34            | 2016 | Carlo A. Scissura              | Hailey Clauson          |
| 35            | 2017 | Chris Stein                    | Deborah Harry           |
| 36            | 2018 | Neil Gaiman                    | Amanda Palmer           |
| 37            | 2019 | Arlo Guthrie                   | Nora Guthrie            |
| 38            | 2020 | Abgesagt wegen COVID-19        | Abgesagt wegen COVID-19 |
| 39            | 2021 | Abgesagt wegen COVID-19        | Abgesagt wegen COVID-19 |
| 40            | 2022 | Dave A. Chokshi                | Justin Vivian Bond      |
| 41            | 2023 | -                              | Laurie Cumbo            |

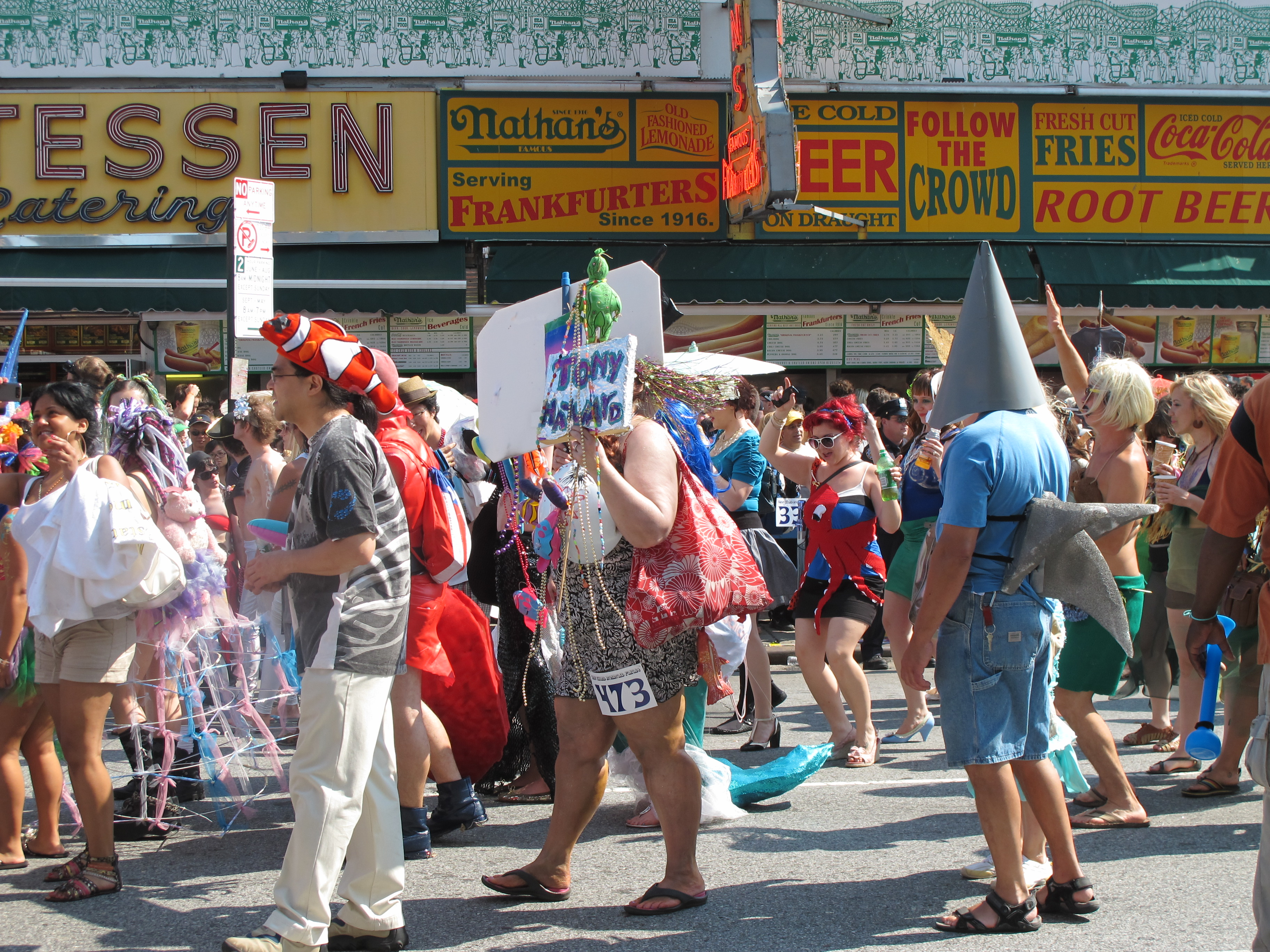
Die Mermaid Parade 2010

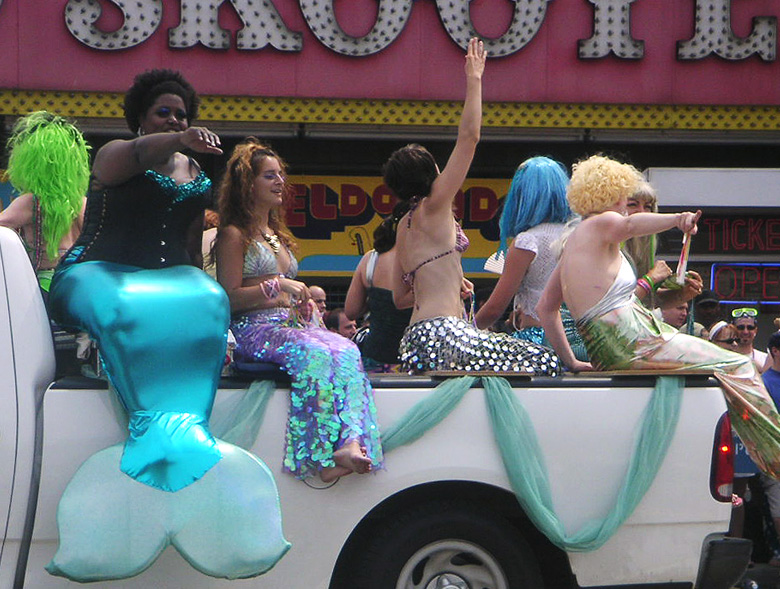
Die Mermaid Parade 2004

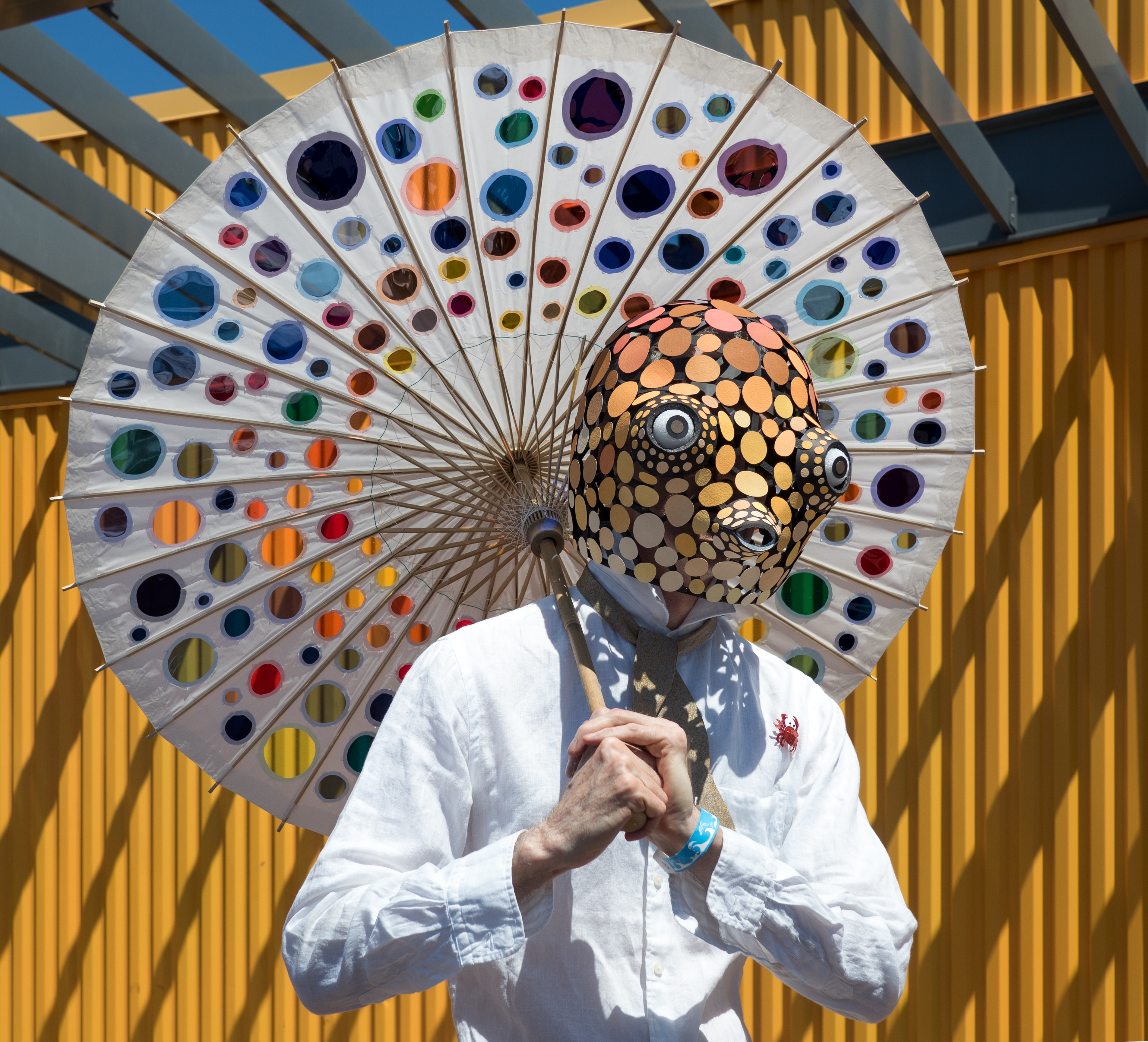
Ausgefallenes Kostüm 2018

Die Organisatoren der Parade behaupten, dass Bestechung dabei helfen kann, um eine größere Gewinn-Chance in einem der vielen Kostümwettbewerbe der Parade zu haben. Die Mermaid Parade hat außerdem die Zeemeerminnenparade in Den Haag inspiriert, die seit 2010 jährlich in den Niederlanden stattfindet. Die Cambridge Arts Council of Massachusetts plant eine ähnliche Parade während des Cambridge Arts River Festival 2019.[veraltet]